# بروویتسه
بروویتسه (به چکی: Beřovice) یک منطقهٔ مسکونی در جمهوری چک است که در شهرستان کلادنو واقع شده‌است.